# Neofidelia longirostris
Neofidelia longirostris là một loài ong trong họ Megachilidae. Loài này được Rozen miêu tả khoa học đầu tiên năm 1970.